# Zemědým
Zemědým (Fumaria) je rod bylin rostoucích v Evropě, Eurasii, severní a jižní Africe, v Severní Americe i Austrálii. V minulosti tento rod, tvořený 55 druhy, příslušel do čeledi Fumariaceae, která se s nástupem systému APG stala součásti čeledí makovitých.

## Ekologie
Rostliny zemědýmu se vyskytují nejspíše na vlhčích místech a jsou světlomilné, mráz nesnášejí. Rostou podle druhů od nížin až po horské oblasti, na kvalitu půdy nejsou náročné. Jsou schopné vytvořit veliké množství semen, po jejich dozrání a vysemenění rostliny umírají.

## Popis
Jednoleté byliny s lodyhami vyrůstajícími z jednoduchých, málo větvených kořenů. Přímé, vystoupavé či poléhavé lodyhy mají válcovitý průřez a na povrchu jsou hladké nebo slabě rýhované a bývají bohatě sympodiálně větvené. Lodyžní listy jsou střídavé, řapíkaté, bez palistů a mají složené čepele několikráte zpeřené. Jejich lístky s krátkými řapíčky jsou dále zpeřeně dělené, okraje mají celistvé a vrcholy ostré nebo tupé. Čárkovité, vztyčené listeny jsou vytrvalé. Lodyhy, listy i listeny bývají obvykle lysé.
Oboupohlavné květy jsou monosymetrické a rostou z paždí drobných listenů ve stopkatých, hroznovitých květenstvích která mohou být koncová nebo vyrůstají na lodyze protistojně k listům. Kalich tvoří dva drobné, volné, nepravidelně zubaté, brzy opadavé lístky. Korunní trubka je vytvořena čtyřmi lístky rostoucími ve dvou kruzích. Vnitřní lístky jsou stejné, klínovitě podlouhlé a na vrcholu srostlé. Vnější horní lístek je rozšířený do horního pysku a nese krátkou vakovitou ostruhu, spodní lístek bez ostruhy vytváří spodní pysk a je obvykle na konci lžícovitě prohnutý.
Šest tyčinek je nitkami srostlých do dvou sloupečků, střední tyčinky mají prašníky s dvěma pylovými váčky a krajní tyčinky prašníky jen s jedním váčkem. Pestík je složen ze dvou plodolistů, svrchní jednopouzdrý vejčitý semeník obsahuje jedno vajíčko, nitkovitá čnělka nese dvoulaločnou bliznu. Na bázi tyčinek se nacházejí nektaria. Květy jsou nejčastěji opylovány létajícím hmyzem nebo se mohou opylit i vlastním pylem.
Plod je dvouchlopňová, jednosemenná, nepukavá, kulovitá nažka obsahující asi 2 mm velké semeno, to bývá kulovité až ledvinovité a má na vrcholu dvě jamky.

## Význam
Rostliny jsou většinou považované za plevel, který se svými dobře klíčícími semeny rychle šíří po okolí. Některé druhy, jako např. zemědým lékařský, zemědým malokvětý a hlavně Fumaria indica jsou v lidovém léčitelství, hlavně v Asii, používány pro své vlastnosti k léčení mnoha neduhů.
Rostliny tohoto rodu obsahují kyselinu fumarovou, která se přidává do potravin jako „látka zvýrazňující chuť a vůni“ a jako „regulátor kyselosti“ pod označením E 297.

## Taxonomie
Rod zemědým je tvořen asi 55 druhy, z toho 4  vyrůstají v české přírodě:
- zemědým lékařský (Fumaria officinalis L.)
- zemědým Schleicherův (Fumaria schleicheri Soy.-Will.)
- zemědým Vaillantův (Fumaria vaillantii Loisel.)
- zemědým zobánkatý (Fumaria rostellata Knaf)

Zřídka byly nalezeny zavlečené další 2 druhy původní ve Středomoří: zemědým malokvětý (Fumaria parviflora) Lam. a zemědým popínavý (Fumaria capreolata) L.